# 2019 EA2
2019 EA2 — астероїд з групи Атона. Відкритий 9 березня 2019 року. Діаметр об'єкт приблизно 18-41 м. Навколо Сонця пролітає за 282 доби. Афелій — 151 млн км, перигелій — 101 млн км. 22 березня 2019 року астероїд пролетів повз Землю на відстані 306 тис. км (0,8 відстані до Місяця). Незважаючи на таку близькість, загрози зіткнення 2019 EA2 із Землею немає.